# ماك باراكال
ماك باراكال مواليد 14 أبريل 1985 في كزون، الفلبين، هو لاعب كرة سلة فلبيني. بدأ مسيرته الاحترافية في سنة 2011. يلعب في الرابطة الفلبينية لكرة السلة. يحمل الرقم 45. يبلغ طوله 6 قدم 4 بوصة (1.9 م). مثّل منتخب بلاده. لعب مع ألاسكا أيسز وبارانجي جينبرا سان ميغيل.